# گمینا چیشانوو
گمینا چیشانوو (به لهستانی:  Gmina Cieszanów) یک گمینا در لهستان است که در شهرستان لوباچوف واقع شده‌است. گمینا چیشانوو ۲۱۹٫۳۵ کیلومتر مربع مساحت و ۷٬۵۱۶ نفر جمعیت دارد.

## خواهرخوانده
شهر کاپانولی خواهرخواندهٔ گمینا چیشانوو هست.